# Pareclipsis phaeopis
Pareclipsis phaeopis là một loài bướm đêm trong họ Geometridae.